# Shape of Things to Come (George Benson)
| Recensione     | Giudizio |
| -------------- | -------- |
| AllMusic       |          |
| Piero Scaruffi |          |

Shape of Things to Come è il sesto album del chitarrista  e cantante jazz statunitense George Benson, pubblicato dalla A&M Records nel marzo del 1969.

## Tracce

### LP
(1969, A&M Records, SP-3014)
Lato A
1. Footin' It (Strumentale) – 4:15 (musica: George Benson, Don Sebesky) – Registrato il 27 agosto 1968
2. Face It Boy, It's Over (Strumentale) – 4:00 (Frank Stanton, Andy Badale) – Registrato il 22 ottobre 1968
3. Shape of Things to Come (Strumentale) – 5:40 (Barry Mann, Cynthia Weil) – Registrato il 5 settembre 1968
4. Chattanooga Choo Choo (Strumentale) – 3:30 (testo: Mack Gordon – musica: Harry Warren) – Registrato il 27 agosto 1968

Durata totale: 17:25
Lato B
1. Don't Let Me Lose This Dream (Strumentale) – 4:40 (Aretha Franklin, Ted White) – Registrato il 17 ottobre 1968
2. Shape of Things That Are and Were (Strumentale) – 5:45 (musica: George Benson) – Registrato il 22 ottobre 1968
3. Last Train to Clarksville (Strumentale) – 5:30 (Tommy Boyce, Bobby Hart) – Registrato il 22 ottobre 1968

Durata totale: 15:55

## Musicisti
- George Benson – chitarra (in tutti i brani)
- Herbie Hancock – pianoforte (A1 e A4)
- Hank Jones – pianoforte (A3)
- Charles Covington – organo (in tutti i brani)
- Ron Carter – contrabbasso (A2, B2 e B3)
- Richard Davis – contrabbasso (A3 e B1)
- Leo Morris – batteria (in tutti i brani)
- Jack Jennings – percussioni, vibrafono (A1, A3 e A4)
- Johnny Pacheco – percussioni, conga (in tutti i brani)
- Bernard Eichen – violino (A1, A3 e A4)
- Charles Libove – violino (A1, A3 e A4)
- David Mankovitz – viola (A1, A3 e A4)
- George Ricci – violoncello (A1, A3 e A4)
- George Marge – flauto (A1, A3 e A4)
- Romeo Penque – flauto (A1, A3 e A4)
- Stan Webb – flauto (A1 e A4)
- Burt Collins – tromba (A2, B1, B2 e B3)
- Joe Shepley – tromba, flicorno (A1, A2, A4, B1, B2 e B3)
- Marvin Stamm – flicorno, ottavino (A1, A2, A4, B1, B2 e B3)
- Wayne Andre – trombone, corno baritono (A1, A2, A4, B1, B2 e B3)
- Alan Raph – trombone, tuba (A1, A2, A4, B1, B2 e B3)
- Buddy Lucas – sassofono, armonica (A1, A2, A4, B1, B2 e B3)

### Produzione
- Creed Taylor – produzione
- Don Sebesky – arrangiamenti
- Registrazioni effettuate al Van Gelder Studios, Englewood Cliffs, New Jersey (Stati Uniti)
- Rudy Van Gelder – ingegnere delle registrazioni
- Sam Antupit – design copertina album originale
- Pete Turner – foto copertina album originale
- Ira Gitler – note retrocopertina album originale[4]

## Classifica
Album
| Anno | Classifica             | Posizione raggiunta |
| ---- | ---------------------- | ------------------- |
| 1969 | Top R&B/Hip-Hop Albums | 38                  |